# James Rudolph Garfield

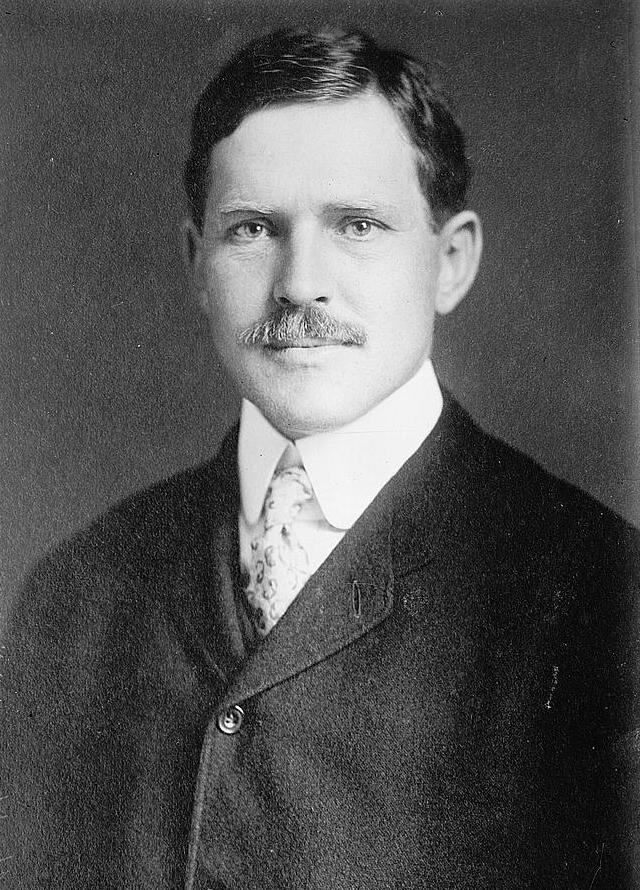
James Rudolph Garfield

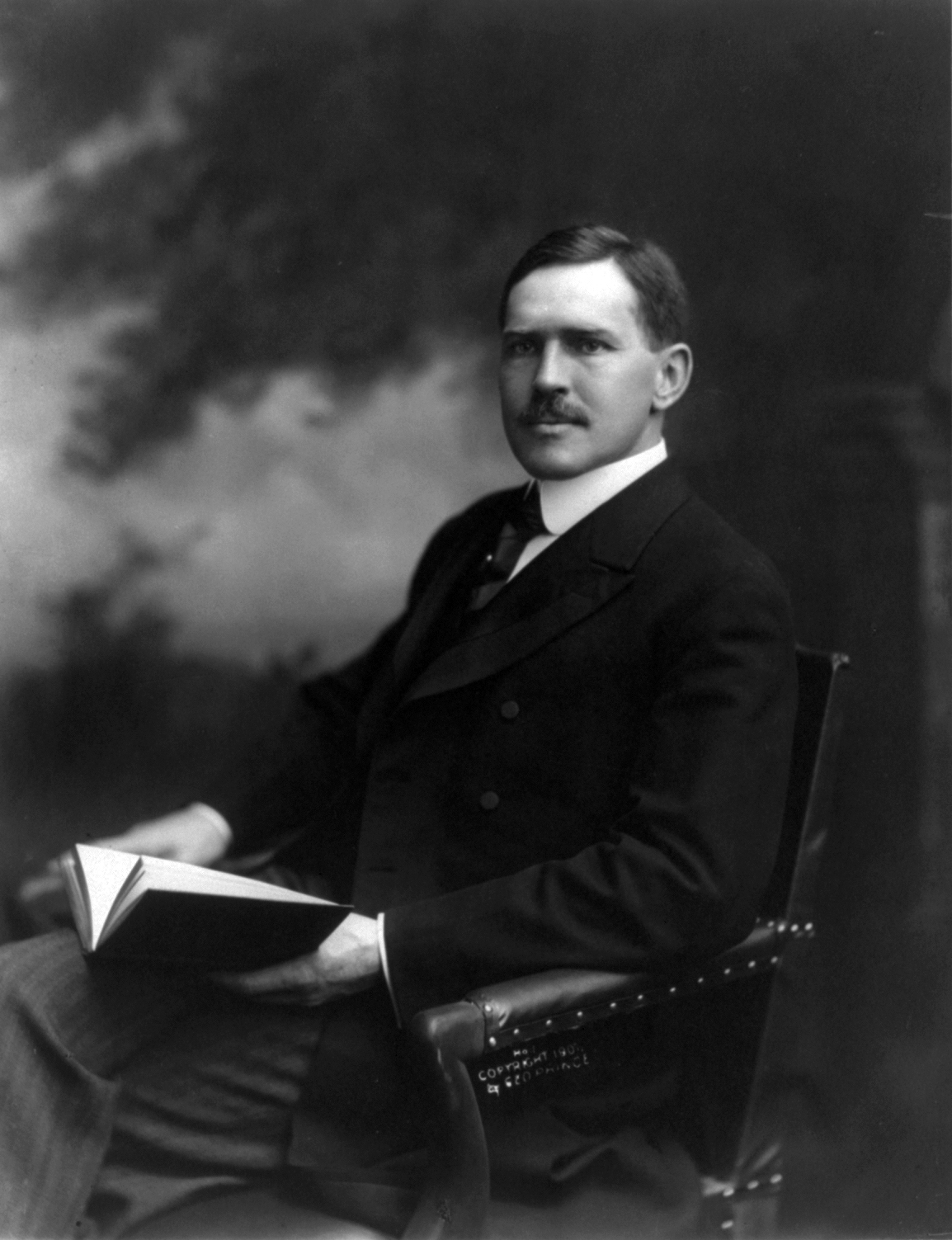
James Rudolph Garfield, 1907

James Rudolph Garfield (* 17. Oktober 1865 in Hiram, Ohio; † 24. März 1950 in Washington, D.C.) war ein US-amerikanischer Politiker (Republikanische Partei), der dem Kabinett von US-Präsident Theodore Roosevelt als Innenminister angehörte. Er war der Sohn des im Jahr 1881 bei einem Attentat tödlich verwundeten US-Präsidenten James A. Garfield.

## Frühe Jahre
James Rudolph Garfield wurde als drittes von sieben Kindern von James A. Garfield und dessen Ehefrau Lucretia geboren. 1880, im Jahr vor der kurzen Präsidentschaft seines Vaters, begann er eine Ausbildung an der St. Paul's School in Concord. Am 2. Juli 1881 wollte er mit seinem Vater dessen früheres College in Williamstown (Massachusetts) aufsuchen, an dem er kurz zuvor angenommen worden war. Als der Präsident den Bahnhof betrat, gab Charles J. Guiteau zwei Schüsse auf ihn ab, die nicht unmittelbar tödlich waren; zweieinhalb Monate später erlag Garfield jedoch den Verletzungen.
Nach seinem Abschluss am Williams College im Jahr 1885 studierte er Jura an der Columbia University und erwarb 1888 seinen Juris Doctor. Im selben Jahr wurde er in die Anwaltskammer von Ohio aufgenommen und eröffnete mit seinem Bruder Harry in Cleveland die Kanzlei Garfield and Garfield. 1890 heiratete er Helen Newell, die 1930 verstarb.

## Politische Laufbahn
Von 1896 bis 1899 gehörte Garfield dem Senat von Ohio an. Er war ein einflussreicher Berater von Präsident Roosevelt und von 1902 bis 1903 Mitglied der United States Civil Service Commission. Zwischen 1903 und 1907 war er in gehobener Stellung im Handels- und Arbeitsministerium tätig, wo er Untersuchungen bei verschiedenen Wirtschaftsbetrieben verantwortete.
Nach dem Rücktritt von Innenminister Ethan A. Hitchcock nahm Garfield am 5. März 1907 dessen Platz im Kabinett Roosevelt ein. Während seiner zweijährigen Amtszeit legte er sein Augenmerk auf die Bewahrung natürlicher Ressourcen.
Im Vorfeld der Präsidentschaftswahl 1912 unterstützte er Roosevelt in seinem Versuch, von seiner Partei für eine weitere Amtszeit nominiert zu werden. Nach der daraus resultierenden Spaltung der Republikaner kandidierte er für die von Roosevelt gegründete Progressive Partei 1914 als Gouverneur von Ohio, unterlag jedoch.

## Weiterer Lebenslauf
Während des Ersten Weltkrieges erhielt Theodore Roosevelt vom Kongress die Genehmigung, mehrere Freiwilligen-Divisionen für die Infanterie der US Army aufzustellen. Eine davon, bekannt geworden als Roosevelt's World War I volunteers, bestand unter anderem aus James Garfield, Seth Bullock, Frederick Russell Burnham und John M. Parker; sie war 1917 für den Einsatz in Frankreich vorgesehen. Präsident Woodrow Wilson machte jedoch von seinem Recht als Oberbefehlshaber Gebrauch und untersagte den Einsatz der Freiwilligen.
James Garfield verstarb 1950 in Washington als letztes überlebendes Mitglied des Roosevelt-Kabinetts. Er wurde auf dem Friedhof von Mentor neben seiner Ehefrau Helen beigesetzt.